# Outeiro do Cabo
Outeiro do Cabo es un lugar español situado en la parroquia de Asadur, del municipio de Maceda, en la provincia de Orense, Galicia.

## Demografía
| Gráfica de evolución demográfica de Outeiro do Cabo entre 2000 y 2022 |
|                                                                       |
| Datos según el nomenclátor publicado por el INE.                      |